# Massaker von Banja Luka

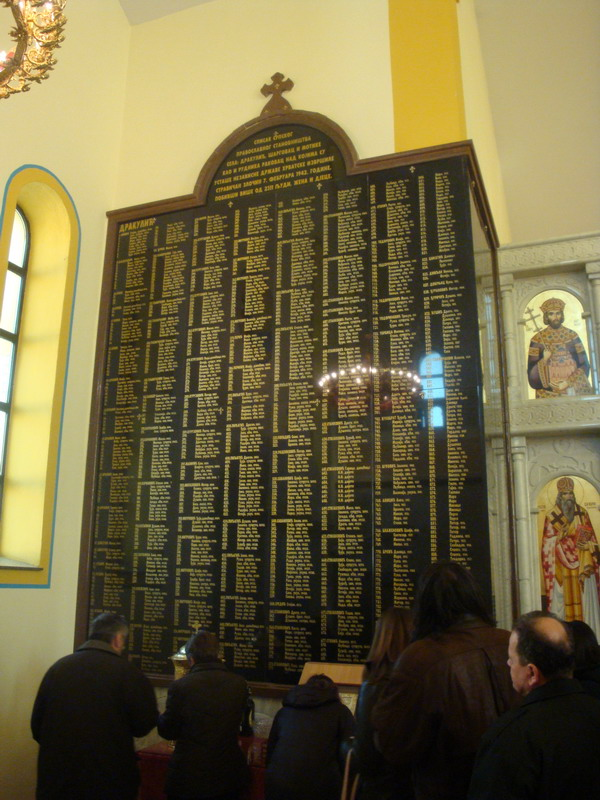
Die Gedenktafel mit den Namen der ermordeten Serben des Massakers 1942.

Das Massaker von Banja Luka war ein Kriegsverbrechen während des Zweiten Weltkriegs. In der Gegend von Banja Luka wurden 2.300 Serben – meist Frauen und alte Männer sowie 500 Kinder – am 7. Februar 1942 getötet. Das Massaker wurde von Einheiten der faschistischen Ustascha unter Führung von Josip Mišlov und des römisch-katholischen Priesters, Militärgeistlichen und Franziskaners Miroslav Filipović verübt.

## Geschichte
Im April 1941 wurde Banja Luka von Streitkräften des Unabhängigen Staates Kroatien (NDH) besetzt. Bald darauf begann der Völkermord an den Serben im Unabhängigen Staat Kroatien. Zum größten Massaker in der Region kam es am 7. Februar 1942, als Einheiten der Ustascha unter Führung von Josip Mišlov und Miroslav Filipović 2.300 Serben mit blanken Waffen ermordeten. 
Filipovic trat im Januar 1942 als Priester der Ustascha bei und wurde deren Militärgeistlicher. Aufgrund der Beteiligung an diesem Massaker wurde er am 28. April 1942 vom Franziskaner-Orden ausgeschlossen. Danach wurde er von einem deutschen Kriegsgericht wegen „übertriebener Verbrechen“, die einen Aufstand auslösten, angeklagt. Ustascha-General Vjekoslav Luburić erreichte jedoch seine Freilassung. Nach dem Krieg wurde Filipović in Zagreb wegen Kriegsverbrechen angeklagt und zum Tode durch Hängen verurteilt, dabei trug er den Habit des Franziskaner-Ordens.